# Grand Prix Internacional
Grand Prix Internacional (Intervilles International, título en francés y The biggest gameshow in the world, título internacional) es un programa de televisión internacional creado por la productora Mistral Production, basado en el programa Grand Prix del verano e Intervilles pero con la participación de distintos países en lugar de pueblos. En España, el concurso es producido por la productora Pulso TV y será emitido por los canales de la FORTA en 2013. Se retransmitió finalmente a partir del 14 de julio de 2014 a través del canal de YouTube del programa. Es uno de los concursos más veteranos de la televisión de España.

## Historia
El programa comenzó a emitirse el 17 de julio del verano del año 1995, con el nombre de Cuando calienta el Sol y con la participación de 4 pueblos de menos de 5000 habitantes por programa, pero en 1996 se cambió la denominación a Grand Prix y también el modelo de competición del programa por el actual, entre 2 pueblos por programa. En el verano de 2005, tras 11 años ininterrumpidos de emisiones, se emitió su última edición en TVE (la número XI).
Tras esta decisión, la productora Europroducciones decidió vender el programa a otras cadenas de televisión, interesándose el grupo de televisiones autonómicas FORTA. Finalmente, el programa volvió en 2007 con Bertín Osborne en la presentación del mismo junto a Cristina Urgel (2007) y Natalia Rodríguez Gallego (2008-2009).
En el año 2013, vuelve el Grand Prix a la FORTA con una nueva edición, pero esta vez en esta versión internacional donde participan 6 países en lugar de pueblos. Los países participantes son China, Rusia, España, Francia, Grecia y Kazajistán. En esta nueva etapa renovada del programa, Antonio Montero Díaz será el nuevo presentador, que se encargará de presentar las pruebas y entrevistar a los concursantes. El programa se grabó en junio de 2012, aunque en España comenzará a emitirse en 2014 a través del canal de YouTube del programa.

## Pruebas

### Nuevos juegos
La fiebre del oro: Los participantes en una carrera en la cinta tienen que llevar una bolsa de su compañero, después del cual los participantes deben saltar a la plataforma, bajar las escaleras y poner la bolsa en el maletero de su equipo. El ganador es el equipo que meta más en bolsas en el maletero.
La carrera del avestruz: La esencia de la competencia es que los jugadores deben vestirse como los avestruces en un período previo a la plataforma móvil. Después de eso, tienen que correr alrededor de la piscina y subir por la ventana. El juego se desarrolla en varias etapas: en cada etapa de la avestruz, los más débiles van a dejar dos avestruces de la prueba en el camino.
Ratas a la carrera: En este caso, participarán en equipos de dos personas. Los ratones tiene que evitar los obstáculos y llegar a un gran pedazo de queso en el centro de la arena. Después, tienen que tomar un pequeño pedazo de queso y llevarlo a su bandeja de entrada. La dificultad es que hay una vaquilla en la arena. El equipo, que reúna la mayor cantidad de queso será el equipo que gane.
El puente del amor: Cada país construye un puente, y los miembros de sus equipos deben pasar a través de la carrera de obstáculos. La dificultad es que los jugadores están vestidos con trajes voluminosos. El ganador es el equipo que construya el primer puente.
La isla desierta: Participan en el concurso siete concursantes. La tarea del equipo es, uno a uno en un bote de goma en la piscina con agua y con este barco llegar a la isla. Sólo el primer participante tiene derecho a sostener la cuerda en el centro de la isla. La característica principal es que cada parte llega a estar en la isla inestable y cada vez es más difícil. La victoria se concede al equipo en el que los siete miembros con sus respectivos barcos lleguen a la isla en el menor tiempo posible.

### Juegos de 'Grand Prix'
Los Troncos Locos: Prueba que se disputa sobre la piscina. Sobre ella hay una serie de troncos de goma que ruedan y ruedan sin parar al paso de los concursantes. Los participantes tienen que transportar los salmones de un lado al otro de la piscina a otro pasando sobre los 7 troncos sin caerse al agua. La prueba tendrá mayor dificultado cuando los Troncos comiencen a mojarse y sean aún más resbaladizos. El equipo que más salmones pase, gana la prueba.
La Rampa: Una de las pruebas más clásicas y difíciles de toda la historia del Concurso, presente en todas las primeras ediciones del concurso. Un concursante de cada pueblo debe subir una rampa de 15 metros con la ayuda de una barra de madera y con la sola fuerza de sus brazos, puesto que las piernas tendrán que ir dobladas en todo momento. Cada concursante será animado por el padrino de cada pueblo en su subida. Se realizarán dos rondas de "La Rampa" por programa, con 1 minuto y medio de duración cada una de ellas. Si llegan hasta arriba del todo, la puntuación será de dos puntos, en vez de uno.
Los Aguadores: Otra de las más clásicas pruebas del Grand Prix desde sus inicios. Un grupo de concursantes de un equipo (10 personas) deben cruzar una estrecha estructura elástica y muy resbaladiza portando dos cubos (uno en cada mano) con agua teñida del color de su equipo, evitando caerse y derramar el líquido para depositarlo al final del camino en un recipiente con el volumen en litros marcado. Otras 10 personas del equipo rival estarán debajo a lo largo de la estructura elástica y su cometido será patalearla y deformarla con cada patada para entorpecer y complicar en gran manera a los concursantes que la traspasan por arriba. Con cada caída y derrame de agua, la plataforma será aún más resbaladiza. El Objetivo del juego es lograr la mayor cantidad de agua de cada equipo para rellenar el recipiente con más litros. Es la prueba preferida, reconocido en varias ocasiones, del presentador de la etapa en TVE, Ramón García.
Bolas acuáticas: Esta prueba se desarrolla mayormente en la piscina. Los 2 concursantes de cada equipo tendrán que ir dentro de una bola de aire gigante.
Los piratas: Esta prueba se juega sobre la piscina. Sobre ella se colocara un tronco (sin moverse) muy largo, pero resbaladizo. Los concursantes tendrán que transportar los cofres del tesoro de un lado de la piscina a otro. Los del otro equipo les lanzaran bolas gigantes que no hacen daño para intentar tirarlos al agua. Ganara el equipo que más cofres del tesoro pase.
Náufragos: Los náufragos deberán mantenerse en equilibrio sobre una isla flotante durante el mayor tiempo posible

## Países participantes
- 2014:  Rusia -  China -  Francia -  España -  Grecia -  Kazajistán

## Programas

### I Edición - 2014
CLASIFICACIÓN
| Equipo China | Equipo Grecia | Equipo España | Equipo Kazajistán | Equipo Francia | Equipo Rusia | Resultado         |
| 5.ª posición | 3.ª posición  | 2.ª posición  | Ganador           | 6.ª posición   | 4.ª posición | 13-22-24-27-9-16  |
| 5.ª posición | 2.ª posición  | 3.ª posición  | Ganador           | 6.ª posición   | 4.ª posición | 17-21-21-23-10-20 |
| 6.ª posición | 5.ª posición  | 2.ª posición  | Ganador           | 3.ª posición   | 4.ª posición | 13-13-24-27-19-15 |
| 6.ª posición | 4.ª posición  | 2.ª posición  | 5.ª posición      | 3.ª posición   | Ganador      | 5-21-22-16-22-27  |
| 4.ª posición | 5.ª posición  | 2.ª posición  | 3.ª posición      | 6.ª posición   | Ganador      | 19-17-22-20-16-27 |
| 5.ª posición | 2.ª posición  | 6.ª posición  | Ganador           | 3.ª posición   | 4.ª posición | 20-22-14-22-21-20 |
|              |               |               |                   |                |              |                   |
|              |               |               |                   |                |              |                   |
|              |               |               |                   |                |              |                   |
|              |               |               |                   |                |              |                   |

SEMIFINALES
| Equipo China | Equipo Grecia | Equipo España | Equipo Kazajistán | Equipo Francia | Equipo Rusia | Resultado |
|              |               |               |                   |                |              |           |
|              |               |               |                   |                |              |           |

GRAN FINAL
| Equipo China | Equipo Grecia | Equipo España | Equipo Kazajistán | Equipo Francia | Equipo Rusia | Resultado |
|              |               |               |                   |                |              |           |

### Audiencias
| N.º | Hastag              | Fecha de estreno | Equipo Ganador                | Visualizaciones |
| --- | ------------------- | ---------------- | ----------------------------- | --------------- |
| 1   | #2014GrandPrix1     | 14/07/2014       | Kazajistán                    | 3.956.000       |
| 2   | #2014GrandPrix2     | 17/07/2014       | Kazajistán                    | 1.618.000       |
| 3   | #2014GrandPrix3     | 21/07/2014       | Kazajistán                    | 635.000         |
| 4   | #2014GrandPrix4     | 28/07/2014       | Rusia                         | 621.000         |
| 5   | #2014GrandPrix5     | 04/08/2014       | Rusia                         | 475.000         |
| 6   | #2014GrandPrix6     | 11/08/2014       | Kazajistán                    | 534.000         |
| 7   | #2014GrandPrix7     | 18/08/2014       | Kazajistán                    | 490.000         |
| 8   | #2014GrandPrix8     | 25/08/2014       | Kazajistán                    | 834.000         |
| 9   | #2014GrandPrix9     | 28/11/2014       | Kazajistán                    | 159.000         |
| 10  | #2014GrandPrix10    | 05/12/2014       | Rusia                         | 140.000         |
| 11  | #2014GrandPrix11    | 12/12/2014       | Primera Semifinal: Kazajistán | 137.000         |
| 12  | #2014GrandPrix12    | 19/12/2014       | Segunda Semifinal: Kazajistán | 112.000         |
| 13  | #2014GrandPrixFinal | 25/12/2014       | Ganador: Kazajistán           | 150.000         |

     Máximo histórico de audiencia.

     Mínimo histórico de audiencia.